# Johanna zu Salm-Reifferscheidt
Johanna Maria „Jenny“ Altgräfin zu Salm-Reifferscheidt (* 18. März 1780 in Prag, Königreich Böhmen; † 13. September 1857 ebenda) war eine böhmische Adelige und Malerin.

## Leben

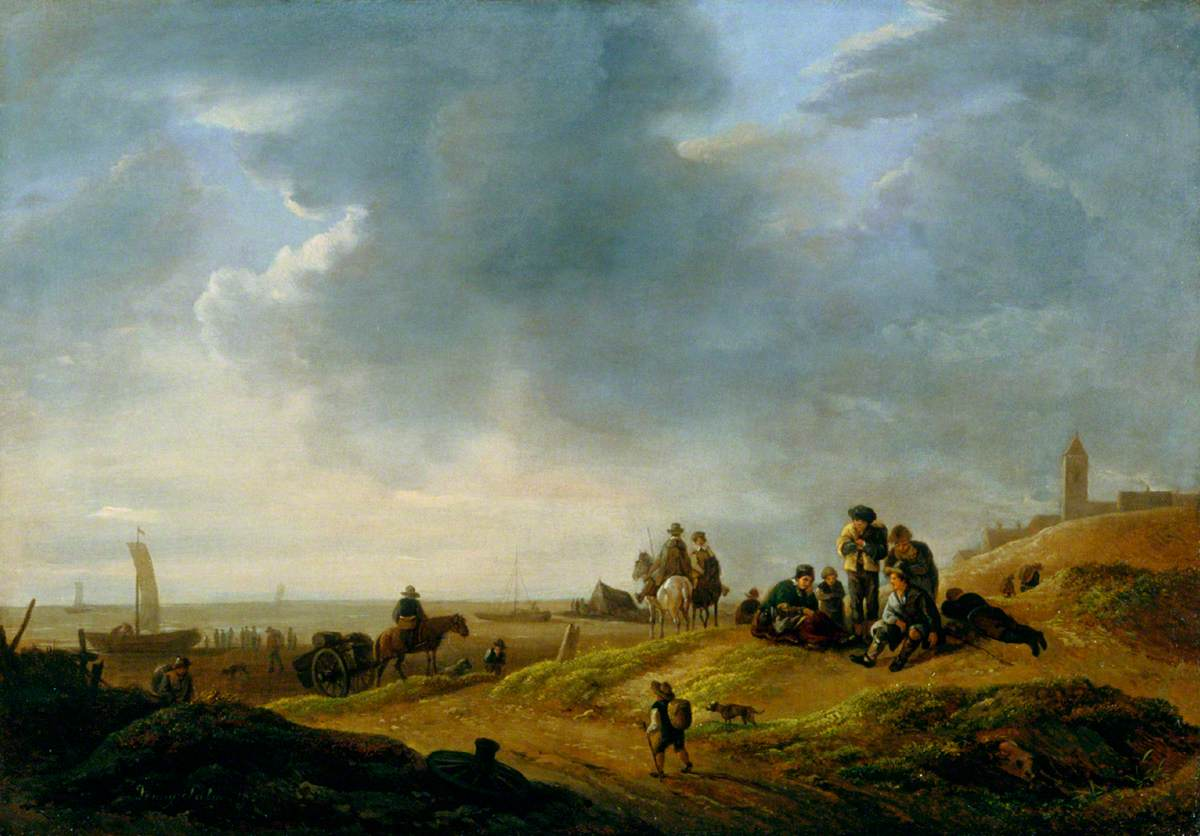
Holländische Küste, 1824, Government Art Collection

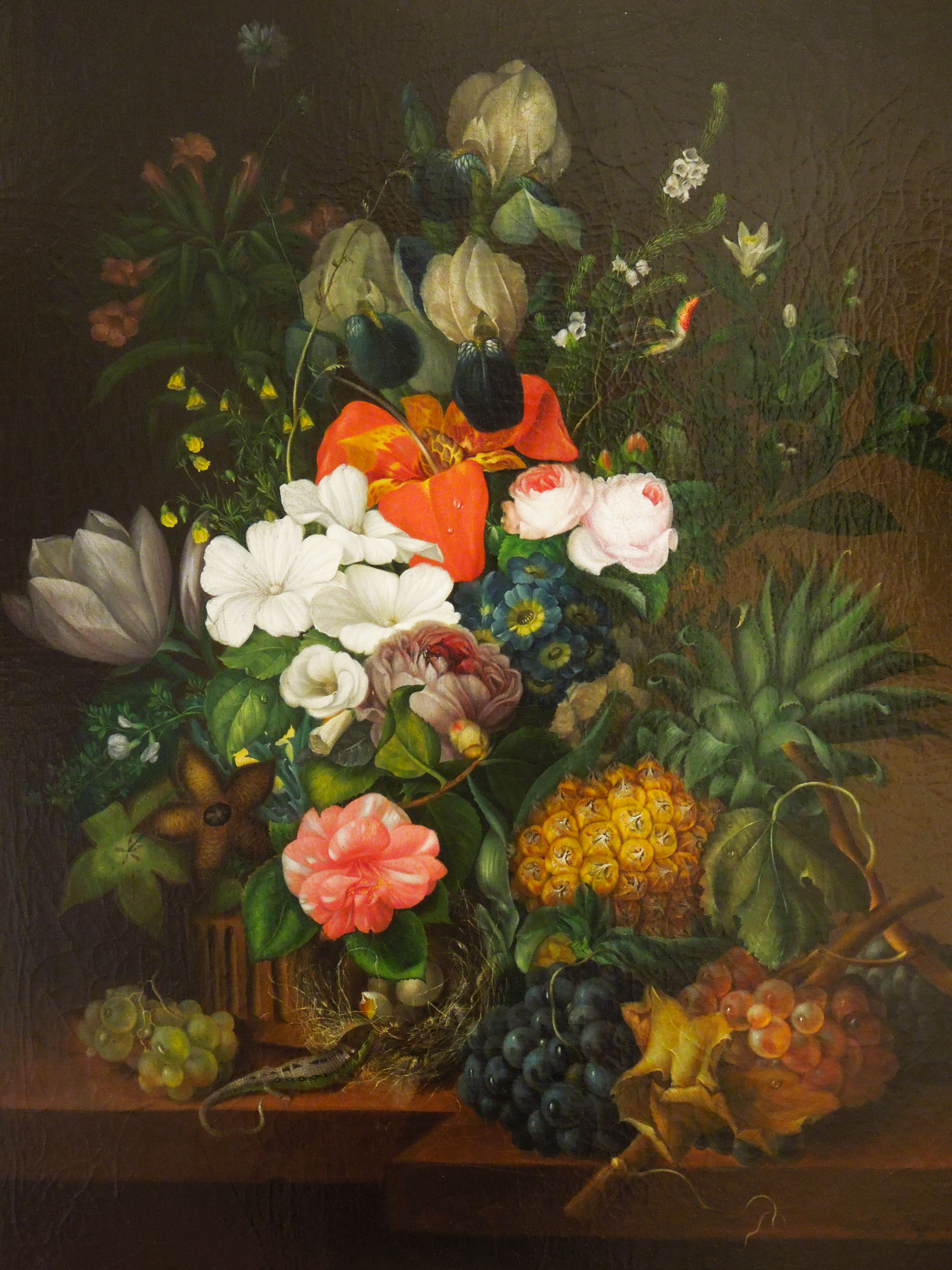
Stillleben mit Blumen und Eidechse, 1826, Nationalgalerie Prag

Johanna war eine Adelige aus dem böhmischen Grafengeschlecht Pachta von Rayhofen. 1801 heiratete sie Franz Vincenz Altgraf zu Salm-Reifferscheidt-Hainspach (1774–1842), den Sohn des Altgrafen Johann Franz Wenzel zu Salm-Reifferscheidt-Hainspach (1747–1802) und dessen Ehefrau Walburga von Sternberg (1754–1821). Mit ihrem Gatten lebte sie in der Herrschaft Hainspach. Ihre Ehe blieb kinderlos.
Zeichnen und Malen erlernte sie in Prag, als Autodidaktin und in Kursen, die die Familie des Landschaftsmalers Antonín Mánes für Adelige gab. Hauptsächlich malte sie Blumen, aber auch genrehafte Landschaften gehörten zu ihren Motiven. Ihre Gemälde signierte sie mit Jenny Salm. Mehrere ihrer Blumen- und Fruchstücke befanden sich in der Sammlung der Patriotischen Kunstfreunde bzw. im Rudolfinum in Prag.